# Apatophysis plavilstshikovi
Apatophysis plavilstshikovi är en skalbaggsart som beskrevs av Alexander Ivanovich Miroshnikov 1992. Apatophysis plavilstshikovi ingår i släktet Apatophysis och familjen långhorningar.
Artens utbredningsområde är Turkmenistan. Inga underarter finns listade i Catalogue of Life.